# 大登録者戦争
大登録者戦争（だいとうろくしゃせんそう、Great Subscriber War、ピューディパイ vs T-Series）とは、YouTube上にてピューディパイとT-SeriesのYouTubeチャンネルが登録者数世界一位の座を競ったこと。比較的長期間にわたって登録者数が接戦となったためYouTube上で注目された。両者は後に登録者数1億人を達成した。
MrBeast、マークプライヤー、Jacksepticeye、ローガン・ポールなどのYouTuberはピューディパイへの支持を表明、多くのファンも追従して登録者数を増やす活動をした。対してAjey NagarやJus ReignなどはT-Seriesへの支持を表明した。またピューディパイを宣伝するため、2018年末から2019年初頭にかけてセキュリティ上の脆弱性を持つ数千のプリンタ、カメラ、ドングル、スマートテレビがハッキングされるなど、活動は現実世界にも拡大した。

## 活動

### ピューディパイへの支持
イギリス独立党はピューディパイへの支持をツイートで表明した。
カウナスを拠点とするBCジャルギリスは、チアリーダー達によりピューディパイの楽曲『bitch lasagna』を上演。　
MrBeastが街の広告看板を一定期間すべて購入、またラジオ、テレビ、オフィシャルウェブサイト、等に多額の資金を注入し大々的に宣伝。
チーム10のJustin Robertsがニューヨークタイムズスクエアのビル一棟の広告を百万ドルで購入して一晩の間ピューディパイを宣伝。
Davie504が「インドのT-Series本社前でbitch lasagnaを演奏できない？」というコメントを受けて、ニューデリー本社前までの道中演奏する動画を投稿。
ローガン・ポールが動画内にてピューディパイに過去の不祥事を謝罪し、「YouTuberが世界一位という歴史が終わってしまう」とファンに登録を呼びかけた。
ジェイク・ポールはT-Seriesの本社内部を撮影した動画を投稿した。
ピューディパイは関係のないインド人を巻き込まない目的も兼ね、インドの子供の為の募金活動を呼び掛ける動画を投稿し、投稿後1日で20万ドル以上の寄付金を集めた。
登録者数が2位に陥落して数日後の3月31日にピューディパイは自身のチャンネルで楽曲、『Congratulations』を投稿。T-Seriesの登録者数世界1位を祝福しながら、T-Seriesがボリウッドの曲をコピー販売して利益を上げたことや、現会長の巨額の脱税、カースト制度等のインドの社会問題などを皮肉として歌詞に取り入れた。この動画の投稿数時間後、ピューディパイのチャンネル登録者数が世界1位に再浮上、数日で50万人以上の差を付けた。
News『Asian Boss』がインドでインタビュー調査をした結果、ピューディパイの登録者は国内で増加しており、登録者数増加に拍車を掛けていることが判明した。インタビュー内では「彼は子供達のことをよく考えてくれている」、「彼が世界最速で登録者一億人に到達するだろう」などの意見が見られた。
ピューディパイはT-Seriesと登録者数の件を動画に使うことはあるが、登録を強要する発言はしていない。

### 銃乱射事件と誤解
2019年3月15日のクライストチャーチモスク銃乱射事件において、実行犯は事件の配信の中で「ピューディパイに登録しろ」と述べており、これに対しピューディパイは「この人物が私の名前を口にした時、非常に気分が悪くなった。私の心はこの事件の被害者、遺族、そして皆と共にある。」とTwitterで語っている。
Markiplierは「この乱射事件の犯人はピューディパイがこの事件に関与しているかのように信じ込ませるために発言し、彼を陥れようとしただけである。彼に責任は無い。」とコメントしている。

### T-Seriesへの支持
ピューディパイとその支持者が「個人対企業」の構図で競争を解釈していることとは対照的に、T-Seriesの支持者は「インド対世界」の構図で争いを解釈している。特に、2019年におけるインドとパキスタン間の関係悪化によりインドのナショナリズムが高まっている状況に呼応されている。インドのインターネット利用率は年々急増、現在は中国に次いで世界2位の規模となっている（日本は6位）。2018年末に公表された「国別YouTubeへの月間アクセスランキング」ではインドが5位（日本は4位）であり、年々利用率が増加している（中国本土ではYouTube等へのアクセス規制をしている）。大きな要因の一つに、ムケシュ・アンバニが2016年に無料接続サービスを始め、2017年から2018年にはサービス拡大をしており、T-Seriesの登録者数は実際その二年間に急激な増加を見せている。
T-Seriesの会長、バスハン・クマールは2018年末のインタビューで「インド国民の為に音楽を提供している」、「父の夢の実現の為に努力している」と答えている。同年の12月に会長の巨額の脱税が発覚した。2019年3月には会長が自身のTwitterで「インド国民としてT-Seriesを登録してほしい」と動画を投稿。「愛国心を煽ってまで登録者数を伸増やしたいのか。」、「自身の企業と国とを結び付けるな。」などと厳しく批判された。
インドのデリー高等裁判所への訴えにより、ピューディパイの楽曲「bitch lasagna」と「Congratulations」を4月11日以降、インドのYouTubeからアクセスできなくした。判決内容はあくまでも「インドへの中傷」としており、会長やT-Seriesへの問題については一切触れていない。同裁判所はYouTubeに対しピューディパイの二つの楽曲をストリーミング再生サービス全体でアップロード不可にするよう要請している。

## 反応
2018年9月、YouTubeのFlareTVは双方のチャンネルの登録者数の推移の可視化と比較を行うライブ動画配信を開始した。同年10月、Social Bladeも2つのチャンネルの登録者数を表示するライブ配信を始めた。このライブ配信では投票が行なわれ、「ピューディパイを支持する」が84%、「T-Seriesを支持する」が16%となっている。またコメント欄ではT-Seriesの登録者の増加をボットだと揶揄する発言が多数見られた。

## 結果
2019年3月27日、ピューディパイの登録者が9159万、T-Seriesの登録者が9160万となり、首位が入れ替わった。しかし、ピューディパイの登録者数の勢いは止まらず、4月1日に再度ピューディパイがT-Seriesを上回ったが、4月14日にT-Seriesが再度首位に戻った。4月29日にピューディパイがファンの活動の激化を危惧し、「『ピューディパイのチャンネルを登録しろ』ネタをやめよう」という趣旨の動画を投稿し、ピューディパイの登録者の増加数は鈍化。2つのチャンネルの戦いは幕を閉じた。5月29日にT-Seriesの登録者数はYouTube初の1億人を突破した。同年8月25日、ピューディパイのチャンネル登録者が個人が運営するYouTubeチャンネルとして初の1億人を突破。